# Січень 2022
Січень 2022 — перший місяць 2022 року, що розпочався в суботу 1 січня та закінчився у понеділок 31 січня.

## Події
- 1 січня:
  - Початок нового 2022 року; святковий день в Україні.
  - Ерік Адамс офіційно обійняв посаду 110-го мера Нью-Йорка[1][2].
  - У Єгипті зафіксовано надзвичайні погодні умови: в Хургаді пройшла гроза, що супроводжувалася сильними опадами, включно зі снігом[3][4].
  - Національне космічне управління Китаю опублікували нові зображення Марса, зроблені зондом «Тяньвень-1»[5][6][7].
- 2 січня
  - У Кейптауні пожежа знищила частину будівлі парламенту Південно-Африканської Республіки[8][9][10].
  - Актор Деніел Крейг, який виконував роль агента 007 Джеймса Бонда, отримав британський лицарський орден Святих Михайла та Георгія[11][12].
  - Після зустрічі в Петербурзі 28 грудня лідерів країн СНД почалися протести в Казахстані (2022) та введення у Казахстан військ ОДКБ.
- 3 січня
  - Представники країн-членів Організації країн-експортерів нафти (ОПЕК) обрали нового генсека організації — Хайтам аль-Гайса[en][13][14].
  - На острові Тайвань зафіксували сильний землетрус з магнітудою підземних поштовхів 6,0 бала[15][16].
  - Університет Кіото в Японії втратив близько 77 терабайтів даних через помилку в системі резервного копіювання суперкомп'ютера Hewlett-Packard[17][18].
  - Apple стала першою у світі компанією з капіталізацією в 3 трильйони доларів[19].
- 5 січня
  - Президент Казахстану Касим-Жомарт Токаєв звернувся до ОДКБ по допомогу в придушенні протестів[20].
- 7 січня
  - Різдво Христове; святковий день в Україні.
  - Відомого українського теле- та радіоведучого засновника й керівника «Громадського радіо» Андрія Куликова побили та пограбували[21][22].
- 8 січня
  - На фоні енергетичної та фінансової кризи Ліван залишився без електроенергії[23].
- 11 січня
  - На Фіджі налетів тропічний циклон Коді, щонайменше 1 людина загинула[24].
  - У США медики уперше виконали експериментальну операцію з пересадки серця генетично модифікованої свині[en] 57-річному чоловікові[25].
- 13 січня
  - З мису Канаверал у Флориді (США) запущено український супутник оптико-електронного спостереження Землі «Січ-2-30»[26].
- 14 січня
  - Старий Новий рік; Василія Великого.
  - Унаслідок хакерської атаки деякі урядові сайти та сайт Дії перестали працювати[27].
- 16 січня
  - Набрали чинності посилені норми Закону України «Про забезпечення функціонування української мови як державної»[28].
- 17 січня
  - Велика Британія у рамках підтримки України проти агресії Росії розпочала передачу озброєння, в тому числі протитанкових гранатометів NLAW[29].
- 18 січня
  - Microsoft оголосила про купівлю розробника Activision Blizzard (World of Warcraft, Diablo) за 68,7 млрд дол.[30]
- 19 січня
  - Хрещення Господнє.
- 20 січня
  - 19-річна Зара Рутерфорд стала наймолодшою жінкою-пілотом, що здійснила одиночний навколосвітній переліт[31].
- 22 січня
  - На Мадагаскар та країни Африки обрушився тропічний шторм Ана в результаті якого загинуло щонайменше 142 людини[32].
- 23 січня
  - Президент Вірменії Армен Саркісян заявив про рішення піти у відставку[33][34].
  - На японській АЕС «Фукусіма-1» сталася аварія: витік холодоагенту, який використовувався для заморожування ґрунту навколо реактора[35][36].
- 24 січня
  - У Страсбурзі розпочалася робота зимової сесії Парламентської асамблеї Ради Європи, яка тривала до 28 січня[37].
  - Новим президентом Парламентської асамблеї Ради Європи (ПАРЄ) став Тіні Кокс[38][39].
  - Помер відомий французький дизайнер Тьєррі Мюглер[40].
  - Німеччина в рамках обговорення санкції проти Росії зняла з розгляду питання щодо її відключення від SWIFT[41].
  - На Мадагаскар та країни Африки обрушився тропічний шторм Ана, загинуло 142 людини та завдано збитків на 25 мільйонів доларів[42].
  - Унаслідок військового перевороту в Буркіна-Фасо скинуто президента Рок Марк Крістіан Каборе[43]
- 29 січня
  - Серджо Матарелла переобраний президентом Італії[44].